# Кинценбург
Кинценбург (њем. Kinzenburg) општина је у њемачкој савезној држави Рајна-Палатинат. Једно је од 235 општинских средишта округа Ајфелкрајс Битбург-Прим. Према процјени из 2010. у општини је живјело 43 становника. Посједује регионалну шифру (AGS) 7232249.

## Географски и демографски подаци
Кинценбург се налази у савезној држави Рајна-Палатинат у округу Ајфелкрајс Битбург-Прим. Општина се налази на надморској висини од 400 метара. Површина општине износи 1,2 km². У самом мјесту је, према процјени из 2010. године, живјело 43 становника. Просјечна густина становништва износи 36 становника/km².